# More (álbum)
More (em português:  Mais) é o segundo álbum de estúdio do trio de eurodance No Mercy, lançado em 1998 pela Hansa MCI. O álbum obteve um sucesso muito inferior se comparado ao anterior, entrando apenas na parada de álbuns mais vendidos da Alemanha, Áustria e Suécia. Três singles foram lançados desse álbum, sendo eles "Hello How Are You", "Tu Amor" (cover de Jon B) e "More Than a Feeling" (cover de Boston). O álbum foi certificado ouro na Áustria em 11 de Junho de 1998 pelas mais de dez mil cópias vendidas.

## Faixas
| N.º | Título                                  | Duração |  |
| 1.  | "More Than a Feeling"                   | 4:36    |  |
| 2.  | "Hello How Are You"                     | 4:21    |  |
| 3.  | "Baby Come Back"                        | 4:03    |  |
| 4.  | "Baby I Was Made for Loving You"        | 4:33    |  |
| 5.  | "Full Moon"                             | 4:29    |  |
| 6.  | "Let's Stay Together"                   | 3:27    |  |
| 7.  | "You Really Got Me"                     | 4:28    |  |
| 8.  | "Tu Amor"                               | 4:32    |  |
| 9.  | "Conzuela Biaz"                         | 3:28    |  |
| 10. | "I Have Always Loved You"               | 4:10    |  |
| 11. | "More, More, More"                      | 3:20    |  |
| 12. | "I'm Not Alone"                         | 3:31    |  |
| 13. | "Let Me Be the One"                     | 3:36    |  |
| 14. | "Hello How Are You" (Unplugged Version) | 4:27    |  |

## Posições nas paradas musicais
| Parada musical (1998)           | Melhor posição |
| ------------------------------- | -------------- |
| Alemanha - Media Control Charts | 7              |
| Áustria - Parada Musical        | 9              |
| Suíça - Schweizer Hitparade     | 9              |

## Certificações
| País           | Certificação | Data                | Vendas certificadas |
| -------------- | ------------ | ------------------- | ------------------- |
| Áustria - IFPI | Ouro         | 11 de Junho de 1998 | 10,000              |